# Tessaiga
La Tessaiga (鉄砕牙 tetsu sai ga?) (mal traducida en EE. UU Tetsusaiga o Tetsaiga (por su kana てつさいが?); conocida en el anime como Colmillo de Hierro en España o Colmillo de Acero en la versión latinoamericana; y como Colmillo Perforacero en el manga traducido) es la espada dejada a Inuyasha por su padre, Inu no Taisho, y es probablemente el segundo objeto más importante en la serie ya que una gran parte de la historia se centra en esta arma.
Colmillo de Acero no solo se utiliza para la batalla, también se utiliza para sellar la sangre de demonio de Inuyasha. Al ser este solo parcialmente un demonio, no es capaz de controlar su sangre y en una situación de peligro podría enloquecer y matar a todos a su alrededor (incluyendo a sus seres queridos).

## Historia
Tessaiga es una espada fabricada con un colmillo del padre de Inuyasha y Sesshōmaru, Inu-no-Taishô. Aparece por primera vez en el episodio 6. Sesshomaru engaño a Inuyasha para que lo llevara donde estaba la tumba de su padre, cuya entrada estaba en una perla escondida en el ojo derecho de Inuyasha. Una vez allá, Sesshomaru intentó tomar la espada de un altar donde esta se encontraba incrustada, pero fue rechazado por una barrera de energía, Inuyasha también intentó sacar la espada, pero a pesar de que no fue rechazado por la barrera de ésta no fue capaz de sacarla, además Sesshomaru comenzó a atacarlo, pero antes de que pudiese lastimarlo de gravedad Kagome accidentalmente libera a Tessaiga.
Sesshōmaru sorprendido deja a Inuyasha para dirigirse donde Kagome y le dice "eres solo una humana ordinaria ¿Cómo fuiste capaz de liberar la espada?" Inuyasha le pide a Sesshomaru que la ignore y que continúe peleando, pero este replica que no puede ignorar el evento y ataca a Kagome con su ácido. Al creer que Kagome había muerto Inuyasha ataca a Sesshomaru (sin ningún éxito por cierto), Después Kagome reaparece con vida (ella fue protegida por la espada) y le entrega Tessaiga a Inuyasha.
Sesshōmaru (sobrestimando el poder de la espada) se transforma en su forma real para luchar contra Inuyasha. Al principio de la pelea Inuyasha no pudo realizar ningún movimiento con la espada vieja y oxidada que parecía ser, pero al decir que protegería a Kagome la espada se transformó en un colmillo gigante y con ella Inuyasha cortó el brazo izquierdo de Sesshomaru. Desde entonces Inuyasha carga la espada.
Más avanzada la historia, Tessaiga es destrozada por un demonio llamado Goshinki (que es una extensión de Naraku). Al perder la espada que sella su sangre demoníaca, Inuyasha se vuelve un demonio completo y mata a Goshinki fácilmente, pero pierde el control de sí mismo y estuvo cerca de lastimar a sus amigos.
Para reparar la espada fue necesario que Tōtōsai utilizara un colmillo de Inuyasha. Después de ser reparada, la espada era muy pesada, Totosai explicó que su peso era el proporcional al peso del colmillo usado para repararla, en otras palabras, el peso de la espada era un símbolo del pobre control que Inuyasha poseía de su propio poder y que para hacer la espada más ligera era necesario entrenar. Inuyasha no pudo utilizar la espada correctamente por un tiempo, pero eventualmente logra manipularla tras derrotar a Ryukotsusei, combate donde logró dominar con su voluntad su sangre e instintos de yokai, lo que le permitió descubrir el Bakuryūha y volver a sentir liviana la espada, mostrando así que ya tenía control sobre su poder.

## Formas

### Forma Normal
La primera vez que aparece la espada tiene la forma de una simple katana oxidada. Bajo esta forma es imposible realizar ataques con la espada aunque es posible utilizar su aura como un campo de protección para protegerse de ataques de monstruos débiles.

### Forma de Colmillo
La espada oxidada se transforma en un enorme colmillo de perro. En esta forma se pueden realizar todos los ataques y esta es la forma base para las demás formas de la espada.
La primera vez que se utilizó la forma de colmillo fue en la pelea contra Sesshomaru, cuando Inuyasha dijo que protegería a Kagome.

## Ataques
Tessaiga parece tener la capacidad de adquirir nuevas formas y habilidades según se derrote con ella a enemigos fuertes (Esto no es copiar las habilidades del adversario, simplemente se aprenden nuevas técnicas según la experiencia).
Tessaiga tiene formas y ataques aquí se describen en el orden en el cual son aprendidos.

### La Herida del Viento (Kaze no Kizu)
Traducido también como Viento Cortante.
El ataque básico de la espada y que es capaz de destruir a 1000 demonios de una sola vez. Para este ataque se agita la espada de un lado al otro para crear ráfagas de viento de color amarillo que destruyen todo a su paso.
La primera vez que alguien utiliza esta técnica en el anime fue cuando Inuyasha sin darse cuenta realizó la técnica para salvar a Miroku de cientos de monstruos, aunque fue en realidad Sesshōmaru quien le muestra como realizar la técnica, él consiguió un brazo humano y le mostró a Inuyasha la capacidad de la espada, luego en una pelea contra Sesshomaru, Inuyasha aprendió como realizar la técnica definitivamente, golpeando en el punto donde chocan su aura demoníaca y la de su rival (si esta no es demasiado grande, como ocurrió la primera vez que peleó contra Kagura).
Después de que Tessaiga fuera reforjada con un colmillo de Inuyasha y de que venciera a Ryukossei en el capítulo 54, la espada adquirió la capacidad de usar el Viento Cortante cuando Inuyasha quiera, sin necesidad de golpear el punto donde chocan las auras.

### La Onda Explosiva (Bakuryūha)
El Bakuryuha también es conocido por el nombre de Onda Explosiva. Esta es una poderosa técnica, pero solo se puede utilizar bajo condiciones especiales, aunque cuando se utiliza ya no hay escapatoria.
El Bakuryuha solo se puede utilizar para contrarrestar el ataque de energía maligna de un enemigo (no importa si el enemigo es humano o demonio mientras tenga aura demoníaca o energía maligna).
El Bakuryuha mezcla la energía maligna del oponente con la propia y la utiliza para destrozar al enemigo, en forma de poderosos torbellinos de energía demoníaca, para ello, hay que golpear con el Viento Cortante el punto justo de la energía lanzada por el rival, algo que Inuyasha hace sin problemas.
Este ataque fue adquirido por primera vez al luchar con un inmenso dragón legendario, llamado Ryukossei, que había sido sellado por el padre de Inuyasha, pero que fue liberado por Naraku.

### Tessaiga Roja (Akai Yaiba)
La hoja de la espada toma un tono rojizo. En esta forma Tessaiga es capaz de destruir los campos de energía.
Esta habilidad fue adquirida después de derrotar a un clan de hombres murciélagos y bañar con su sangre a la espada, con el propósito de destruir el campo de energía creado por Naraku. Aunque después Naraku aumenta el nivel de sus campos de fuerza y esta habilidad se convierte en algo inútil contra él. En el manga, se vio que seguía utilizándose para romper barreras de nivel inferior.

### Onda de Diamantes (Kongōsōha)
Traducido también como Hoja de Diamante, Aluvión de adamantinas (en el anime en castellano), Ráfaga de Lanzas Vajra (en el manga en castellano) o Lanza de Diamantes.
El colmillo se convierte en una espada de diamantes capaz de arrojar pedazos de diamantes, los cuales por cierto pueden penetrar y destruir los campos de energía de 2º nivel de Naraku.
Esta capacidad fue adquirida de camino al otro mundo al buscar el último fragmento de la Shikon no Tama, en el cual se enfrentan a Hosenki y fue al haber cortado a este, un demonio de diamantes, que Inuyasha obtiene el Kongōsōha.

### Tessaiga Escamas de Dragón (Ryuurin no Tessaiga)
Tessaiga adquiere esta técnica al romper la espada-demonio Dakki en el manga y el anime, la cual podía absorber energía youkai. Esta técnica es muy útil, ya que puede absorber las habilidades de un monstruo; pero Inuyasha no es capaz de controlar la energía que almacena la espada y acaba herido por esta, pero eso se soluciona al absorber el aura mística del ermitaño demonio Nikosen, que purifica la espada. Luego Tōtōsai le dice que solo debe entrenar y lo manda con un amigo suyo, Yorei Taisei; después del entrenamiento logra descubrir el verdadero poder de su espada en esa forma, que es el de cortar el youketsu o hueco demoníaco, que viene a ser la fuente del poder de un demonio, para así destruirlo y absorber su poder, además, Yorei Taisei añadió parte de su aura demoníaca a la espada, para que fuera capaz de cortar el hueco de cualquier demonio. La primera vez que Inuyasha usó este ataque contra Naraku, logró sacar la Shikon no Tama de su cuerpo.

### Funda de la espada (Tessaiga no Saya)
También llamada Vaina de Tessaiga.
Está hecha con una de las ramas de un árbol milenario, como la funda de Tenseiga. Puede desviar o resistir los ataques de un demonio con una barrera para contener el poder de la espada. Pero solo puede usarse en un número limitado de ataques. Con la funda también puede traer a Tessaiga desde cualquier punto (Tomo 4). Puede resistir cualquier ataque de electricidad, la primera vez que lo usa fue contra los hermanos relámpago.

### Tessaiga Luna Infernal (Meido Zangetsuha)
Traducida como Tessaiga Negra Kuroi Tessaiga.
Esta técnica aparece en el capítulo 15 de InuYasha Kanketsu-Hen, originalmente pertenecía a la Tenseiga de Sesshōmaru, y se conocía como el Meido Zangetsuha, pero después de que Sesshomaru se enterara de que Tenseiga fue parte de Tessaiga y pretendía ser reabsorbida, Sesshomaru enfrenta a Inuyasha (Inuyasha: Kuroi Tessaiga) (Tomo 500-504 del Manga) el cual en el Inframundo luego de la batalla con Sesshomaru absorbe su técnica con la Tessaiga, dándole a Tessaiga un color negro (Kuroi Tessaiga), y obteniendo el Meido Zangetsuha (un ataque que lanzaba a su enemigo al Inframundo a través de un camino en forma de círculo), convirtiendo a Tenseiga en lo que era antes una espada salvadora. En el capítulo 547 del manga Inuyasha puede lanzar el Meido Zangetsuha en forma de cuchillas. Con esta hablidad, también se puede transportar.
- Datos: Q2517011